# Histoire de la pensée politique
L'histoire de la pensée politique est une discipline historiographique qui retrace l'évolution historique des théories politiques. L'histoire de la pensée politique converge partiellement avec l'histoire de la philosophie dans sa composante politique. L'histoire de la pensée politique fait partie de l'histoire des idées.

## Antiquité

### Inde antique
Certains des plus anciens textes de théorie politique connus à ce jour proviennent de l'Inde antique. Plusieurs grands textes proposent une réflexion politique, notamment sur la base de certains mythes ou d'épopées mythologiques, comme le Rig-veda (fin du deuxième millénaire av. J.-C.) et le Canon pali de Budriste (autour du VIe siècle avant notre ère).
Les auteurs des grands traités politiques et juridiques sont issus des classes sociales les plus favorisées, disposant de l'instruction et du temps nécessaires pour se consacrer à la formulation de pensées politiques. Le ministre en chef de l’empereur Chandragupta Maurya est considéré comme l’un des premiers penseurs politiques et économistes. Il est parfois appelé le « Machiavel hindou ». Basé sur ses enseignements a été écrit le Arthashâstra (deuxième siècle  à IV  AD), l’un des premiers traités sur la pensée politique, l’économie et l’ordre social. Il traite en détail des politiques budgétaires et monétaires, de l’aide sociale, des relations internationales et des stratégies de guerre, entre autres sujets de la science politique.
L'appellation de « philosophie politique » pour ces textes a parfois été mise en question du fait du mélange des genres entre réflexion politique, chronique, chants et mythologie. La pensée politique indienne doit ainsi se comprendre dans un contexte d'omniprésence de la religion et du mysticisme.

### Chine ancienne
La Chine antique a vu l'émergence d'une pensée politique de la part de quelques grands penseurs, tels que Confucius et Lao Tseu, dont la postérité a été immense en Chine. Les écrits politiques de ces auteurs sont centrés sur la société, l’État la guerre (voir philosophie de la guerre). Il n'y a pas, toutefois, de philosophie politique à proprement parler dans ces écrits, mais une réflexion sociétale.

### Grèce antique

#### D'Hérodote à Socrate
La pensée politique, qui porte sur la « polythée » (ou « organisation politique »), remonte en Europe à l’Antiquité grecque. On trouve déjà des éléments de pensée politique dans lesHistoires d'Hérodote. L'auteur ne se consacre toutefois pas à une réflexion gratuite sur la politique à proprement parler, quoique certains passages s'apparentent à de la philosophie politique. Hérodote a par conséquent souvent été omis comme penseur politique.
Socrate est généralement tenu pour l'un des fondateurs de la philosophie politique. Toutefois, sa pensée n'est connue qu'à travers les œuvres de ses disciples, dont notamment Platon. Socrate n'a rien écrit lui-même qui nous soit parvenu, à part peut-être les Épîtres socratiques, dont l'authenticité est discutée.

#### Platon
Platon, membre de l'aristocratie athénienne et neveu de Périclès, décide d'abandonner la carrière de haut fonctionnaire qu'il visait pour se consacrer à la philosophie, comme expliqué dans la lettre VII des lettres de Platon. Sa rencontre avec Socrate est déterminante dans la fondation de sa pensée politique. Platon écrit son magnum opus politique en la République. La postérité de l'ouvrage est immense dans le monde occidental. Platon y soutient la théorie du philosophe roi, mais aussi celle de l'anacyclose (le cycle des régimes), ainsi qu'une forme de communisme (mise en commun de la propriété privée, des femmes et des enfants).

#### Aristote
S'il n'est pas le premier à faire de la philosophie politique, c'est bien Aristote qui emploie expressément ces mots le premier. Il semble en effet avoir été le premier à formuler une critique globale et absolue d'un système politique existant, bien qu'un discours relevant de la science politique se retrouve également chez son contemporain Thucydide, et qu'une philosophie politique se trouve à l'état fragmentaire dans ce qu'il reste de l'œuvre d'Héraclite.

Le débat initial qui fonde la philosophie politique comme un domaine essentiel de la philosophie se trouve dans le dialogue Le Phédon de Platon, lorsque Socrate indique que dans sa jeunesse, il a été conduit à abandonner les sciences de la nature pour s'intéresser aux opinions de la Cité. Ce qu'il est convenu d'appeler, avec Socrate sa « seconde navigation », signe le point de départ de la philosophie comme « Philosophie Politique ». Ce point de départ est déjà porteur d'une ambiguïté, qui se trouve au début des œuvres d'Aristote, la Métaphysique et la Politique. Chacune est dite science première. La première des tâches de la philosophie politique va être ainsi de justifier son primat sur les choses qui sont au-delà de la Nature (méta ta phusikè). Pour Aristote, l'homme est un animal politique, ; il écrit dans Politique :

« La cité est au nombre des réalités qui existent naturellement, et (...) l'homme est par nature un animal politique. Et celui qui est sans cité, naturellement et non par suite des circonstances, est ou un être dégradé ou au-dessus de l'humanité. Il est comparable à l'homme à qui Homère reproche d’être : Sans famille, sans loi, sans foyer, car, en même temps que naturellement apatride, il est aussi avide de guerre et on peut le comparer à une pièce isolée au jeu de dames. »

— Aristote, Politique, I, II, 1253 a 1-7.
La différence entre les expressions doctrinales respectives de l’idéalisme platonicien et du réalisme aristotélicien a même été interprétée comme une conséquence de la condition socio-politique différente des deux philosophes (Platon, Athénien de famille noble; Aristote, métèque sans droits politiques). Alors que le fondateur de l’Académie méprisait le système démocratique athénien en faveur d’une utopie élitiste; celle du lycée, critique de toutes les utopies, l’a trouvé le moins mauvais.
Aristote a également écrit les deux Athénaiôn politeia (généralement traduits par La Constitution des Athéniens, attribué à Aristote. Ces ouvrages, inédits jusqu'en 1880, ne font pas partie du Corpus Aristotelicum.

#### Thucydide
Parmi les autres textes importants, on trouve notamment la Oraison funèbre de Périclès (en fait une recréation de Thucydide).
À l'exception du texte mis dans la bouche de Périclès, la pensée politique grecque ne se distinguait pas précisément par la défense de la démocratie athénienne, mais par des approches très différentes, tendant à l'élitisme et critiques de  démagogie identifiée comme un vice consubstantiel à cela.

### Rome antique

#### Cicéron
Sous l'Antiquité romaine, de grands auteurs publient des textes de pensée politique. C'est le cas notamment de Cicéron, avec son De officiis, mais aussi de Tite-Live (Ab Urbe condita libri), de Sénèque, Tacite, et Polybe.
La pensée politique de Cicéron est importante dans l'histoire de la pensée européenne. Contrairement à la plupart de ses prédécesseurs, Cicéron est un philosophe politique qui a connu les affaires publiques lui-même. Sa philosophie est le résultat d'une tentative de conciliation entre les idéaux philosophiques d'un mieux vivre et l'exigence pragmatique de la vie politique. La pensée politique de Cicéron sera particulièrement appréciée par Saint Augustin.

#### Polybe
Polybe est un auteur grec vivant sous l'Empire romain. Principalement connu comme historien, sa pensée politique a longtemps été considérée comme mineure. Pierre Manent remarque que si, en effet, « les moyens intellectuels de Polybe sont [...] évidemment inférieurs à ceux de Platon ou Aristote », mais qu'« en même temps, il faut voir bien nettement que Polybe ne dit pas la même chose que ses grands prédécesseurs », et dispose d'une pensée propre.
Il analyse la façon dont les diverses institutions de la République romaine ont été contrebalancées pour établir une « forme de gouvernement » mixte entre les alternatives aristotéliciennes « pures » (monarchie, aristocratie et démocratie) et leurs corruptions (tyrannie, oligarchie et démagogie). La pensée politique de Polybe est marquée par son expérience politique personnelle, ayant dirigé une coalition de cités grecques face à Rome. Il dispose ainsi d'une très grande postérité.

## Moyen Âge

### Saint Augustin
Le Moyen Âge, se déroulant sur plus d'un millénaire, est une époque féconde en pensée politique. Elle est fortement influencée par le christianisme. Ainsi, ses principaux auteurs politiques sont des membres de l'Eglise. Augustin d'Hippone publie La Cité de Dieu, où il développe ce qui devient ainsi l'augustinisme politique. Il écrit dans un double contexte : celui de l'époque féodale, et la lutte pour le dominium mundi entre les deux pouvoirs universels (Pontificat et Empire).

### Moyen Âge byzantin
Pendant ce temps, la chrétienté orientale médiévale, au sein de l'Empire byzantin, oscille entre le césaropapisme et la théocratie. Elle s'exprime à certaines époques dans l'opposition théologique et politique entre iconoclastes et iconodules.

### Moyen Âge islamique et hébreu
L'âge d'or de l'Islam a eu son propre développement de doctrines politiques. Certaines sont considérées aujourd'hui comme ayant été particulièrement précurseures dans le domaine des sciences sociales. C'est le cas de certains écrits d'Ibn Khaldoun, qui écrit la Muqaddima. Il appelle à une séparation entre le pouvoir sacré et le pouvoir politique, en écrivant : « Notre terre est grande et riche, mais il n’y a pas d’ordre dedans. Que les princes viennent nous régner ». Khaldoun s'inspire d'Aristote, qu'il a lu par des traductions, et soutient : « L’association humaine est une chose nécessaire. D’où le dicton des philosophes: L’homme est social par nature, c’est-à-dire qu’il ne peut pas vivre sans une organisation sociale, la ville.  ...  Une fois que les individus se sont rassemblés dans la société, un nouveau besoin surgit, celui d’une autorité qui impose l’ordre entre eux et les protège les uns des autres. Il doit être un homme qui exerce l’autorité et le pouvoir coercitif d’une main ferme ».
Le Robaiyat (« quatrains ») de Omar Khayyam et le Livre des Rois de Ferdowsi contiennent des analyses politiques, tandis que les musulmans tels que Avicenne et Averroès, ou les Hébreux tels que Moïse Maïmonide, ont continué la tradition analytique et empirique de l’antiquité classique dans leurs commentaires sur le travail d’Aristote.

### Moyen Âge tardif
Dans le contexte de renouveau intellectuel du XIIe siècle, la philosophie politique connut, après plusieurs siècles de silence, une renaissance avec le Policraticus de Jean de Salisbury (1159). Il s'agit d'un vaste traité en huit livres, d'inspiration platonisante et augustinienne. Jean de Salisbury ignorait en effet la Politique d'Aristote. Il propose dans ce traité un idéal de cité terrestre orientée à des fins spirituelles, où le roi exerce son pouvoir en étroite collaboration avec l'Église et en se défiant de ses conseillers laïcs.

### Thomas d'Aquin
La plénitude du Moyen Âge a permis la récupération de la pensée aristotélicienne à travers des traductions de sources arabes intermédiaires, ce qui a conduit à la synthèse scolastique de Thomas d'Aquin, que l'on retrouve dans la Somme théologique. Il présente une nouvelle conception du corpus politicum. Soutenant que « mon royaume n’est pas de ce monde », et qu'il faut « rendre à César ce qui est à César », il consacre la séparation nette entre le monde du temporel et du spirituel (pouvoir temporel et pouvoir spirituel).
Ainsi peut-il soutenir qu'« Il y a [...] deux pouvoirs par lesquels ce monde est particulièrement gouverné : l’autorité sacrée des papes et le pouvoir royal ». Il admet une forme de supériorité du pouvoir spirituel sur le pouvoir temporel, car « le pouvoir sacerdotal est d’autant plus important qu’il doit rendre compte des rois mêmes des hommes devant le tribunal divin ». Le roi doit ainsi se « soumettre fidèlement à ceux qui sont responsables des choses divines et chercher en elles les moyens de [son] salut ». Cette obéissance du pouvoir temporel au pouvoir spirituel a toutefois un revers pour le pouvoir spirituel : « Car si dans les questions qui touchent à l’administration de la discipline publique, les évêques de l’Église, sachant que l’empire vous a été accordé par tempérament divin, obéissent à vos lois pour qu’il ne semble pas qu’il y ait des opinions contraires sur des questions purement matérielles, avec quelle diligence, je demande, devriez-vous obéir à ceux qui ont été chargés d’administrer les mystères divins ? ».
Pour Thomas d'Aquin, dans le commentaire qu'il fait de l'épître de Paul aux Romains, « le pouvoir des princes, en tant qu'il est précisément un pouvoir, vient de Dieu ». Dans le Commentaire des Sentences, il écrit que « le pouvoir spirituel et le pouvoir temporel viennent l'un et l'autre du pouvoir divin ». Saint Bonaventure, quant à lui, conciliait l'origine divine de l'autorité et le système électif ; il soulignait les dangers du système héréditaire et insistait sur l'idée que généralement les chefs élus sont les meilleurs. Cependant, il considérait que cette élection n'était qu'une simple désignation et qu'il appartenait à Dieu, c'est-à-dire au pouvoir spirituel représentant Dieu, de conférer le pouvoir au chef ainsi désigné.
Thomas d'Aquin est également influent en ce qu'il consacre la tripartition des classes sociales en Europe occidentale. Il écrit que « Chaque trône royal qui gouverne sagement repose sur trois éléments: l’un est les « orateurs »; un autre, les « laboratores »; le troisième, les « bellators ». Les « orateurs » sont des hommes de prière, qui, jour et nuit, doivent prier Dieu et Lui prier pour tout le peuple. les « laboratores » sont des hommes de travail, qui fournissent tout ce qui est nécessaire pour que les gens vivent. Les « bellatores » sont des hommes de guerre, qui se battent avec les armes pour défendre la terre. » « Si le gouvernement était injuste d’un seul, qui en lui cherche son propre réconfort et non le bien de la multitude qui était à sa charge, ce gouverneur est appelé un tyran... Mais si le gouvernement injuste était de plus d’un, comme il n’y en a pas beaucoup, cela s’appelle l’oligarchie... et ce quand quelques-uns par leur pouvoir oppriment le peuple, ne différant que du tyran en ce qu’ils sont plus. Et si un mauvais gouvernement est exercé par beaucoup, cela s’appelle la démocratie... c’est-à-dire quand la junte des roturiers par leur foule opprime les plus riches, et alors tout le peuple est comme un tyran. » 

## Renaissance

### Machiavel
Nicolas Machiavel est un humaniste florentin de la Renaissance. il est l'auteur d'un traité politique écrit au début du XVIe siècle, Le Prince, dans lequel il montre comment devenir prince et le rester, analysant des exemples de l'histoire antique et de l'histoire italienne de l'époque.

### Jean Bodin
Jean Bodin est un penseur et jurisconsulte français. Il publie les Six Livres de la République, où il expose une théorie de la souveraineté. Il soutient que la souveraineté du roi ne peut être tempérée par rien, si ce n'est par les règles de Dieu. Bodin s'oppose au mercantilisme et soutient qu'un État n'est enrichi que par sa croissance démographique, seule à même de rendre un royaume prospère.

## Période moderne

### Contractualismes
Sans perdre des yeux cette difficulté native de la distinction entre la philosophie première d'Aristote et la philosophie politique, celle-ci connut aux XVIIe et XVIIIe siècles un tournant radical avec l'apparition des théories du contrat social, développées par Thomas Hobbes (Léviathan, 1651), John Locke (Traité du gouvernement civil, 1690), Jean-Jacques Rousseau (Du contrat social, 1762).
Ces théoriciens recherchaient un fondement du pouvoir moins discutable que le droit divin (théorisé par saint Bonaventure) et moins arbitraire que la force (théorisée par Machiavel). Leurs théories reposaient sur l'hypothèse d'un état de nature, état fictif des hommes n'ayant entre eux d'autre lien que leur qualité commune d'être des êtres humains, chacun étant libre et égal à tous.

### John Locke
John Locke est un philosophe britannique. Il contribue à la formulation des thèses relevant du libéralisme politique. Il défend notamment la démocratie parlementaire. Contractualiste, sa théorie de l'état de nature influence celle d'Hobbes et de Rousseau.

### Thomas Hobbes
Thomas Hobbes est un philosophe britannique. Son principal ouvrage, le Léviathan, est un classique de la philosophie politique. Il explore le concept d'état de nature pour proposer un contrat social fondé sur une obéissance sans faille à l’État, espèce de nature supérieure qui a pour mission de protéger l'ordre social par la force.
Giulia Sissa estime que, dans la transition d’une théorie de l’animal politique, naturellement enclin à la sociabilité (Aristote), à une vision mécaniste de la nature humaine (Hobbes), le fondement anthropologique du politique se trouve repensé.

### Jean-Jacques Rousseau
Jean-Jacques Rousseau est un penseur politique majeur doté d'une postérité politique importante. Il explore le concept d'état de nature et propose une nouvelle théorie du contrat social qui permet de fonder une société proprement démocratique. Alain Renaut considère Rousseau comme l'héritier ayant le plus fait fructifier l'héritage contractualiste. Sa pensée politique, « préparée par toute la réflexion des Modernes depuis la Renaissance, allait en effet imposer aussi à la philosophie politique une mutation sans précédent depuis sa naissance grecque ».

## Lumières et contre-Lumières

### Montesquieu
Montesquieu est l'un des principaux précurseurs des Lumières dans le domaine de la pensée politique. Son maître ouvrage, De l'esprit des lois, est un classique de la philosophie politique. Politiquement libéral, Montesquieu affirme la nécessité de la séparation des pouvoirs. Aussi libéral économiquement, il formule la théorie du doux commerce, selon laquelle le commerce international pacifie les pays. S'intéressant à un vaste champ de connaissances de son temps, il établit un lien entre le climat et le régime politique, formulant ainsi une théorie des climats. Les analyses de Montesquieu se fondent sur une connaissance pointue des penseurs de l'Antiquité gréco-latine.

### Emmanuel Kant
Emmanuel Kant développe une philosophie politique dans le cadre de sa philosophie pratique. Kant fonde notamment une théorie des relations internationales d'inspiration libérale, dans des œuvres comme Vers la paix perpétuelle et Idée d'une histoire universelle d'un point de vue cosmopolitique. Pour Kant, l'homme doit se réaliser en tant qu'individu rationnel dans la société, et doit assurer le plein épanouissement de chacun.
Dans son essai Qu'est-ce que les Lumières ?, Kant fait l'apologie de la liberté d'expression en tant que nécessité au progrès humain.

### Georg Hegel
Si l’œuvre de Georg Wilhelm Friedrich Hegel est particulièrement vaste et touche à des domaines différents, tels que la philosophie du droit, la logique et l'histoire de la philosophie, une partie majeure de son œuvre est dédiée à la philosophie politique. Elle s'exprime dans des ouvrages aussi divers que la Phénoménologie de l'esprit ou encore l'Introduction à la philosophie de l'histoire. Bernard Bourgeois écrit ainsi que « l'histoire de la pensée de Hegel montre qu'en fait la pensée de l'histoire et de l’État a été l'un des contenus premiers et constants de sa réflexion, que la philosophie de Hegel a d'abord été une philosophie essentiellement politique ».

### Edmund Burke
Edmund Burke est l'un des principaux penseurs contre-révolutionnaires britanniques. Dans ses Réflexions sur la Révolution de France (novembre 1789), Burke s'oppose à ce qu'il considère comme une métaphysique abstraite des droits de l'Homme. Burke défend une forme de libéralisme. Il propose une philosophie de l'impérialisme.

## Révolution industrielle

### John Stuart Mill
John Stuart Mill est un penseur politique et économique britannique. Il contribue à la formulation du libéralisme politique avec son ouvrage De la liberté (1859). Il publie en 1861 ses Considérations sur le gouvernement représentatif où il défend la démocratie parlementaire à l'anglaise

### Pierre-Joseph Proudhon
Pierre-Joseph Proudhon, à la fois polémiste, homme d'action et philosophe, propose une des premières formulations systématiques d'une critique de la modernité industrielle capitaliste.

### Karl Marx
Karl Marx développe une philosophie politique propre à laquelle il donne postérieurement son nom. Inspiré par ses lectures d'Aristote et de Rousseau, Marx réfléchit aux inégalités à travers un prisme économique. Il développe une théorie de la révolution fondée sur le matérialisme historique.

## Époque contemporaine
La philosophie politique est aujourd'hui encore en grande partie tournée vers l'examen et la discussion des théories du contrat social élaborées aux XVIIe et XVIIIe siècles.
L'une des œuvres actuellement les plus commentées de la philosophie politique contemporaine se situe explicitement dans cette perspective dite « contractualiste »: il s'agit de la Théorie de la justice de John Rawls (1971). D'autres voies ont néanmoins été ouvertes avec, en France, des travaux comme ceux de Michel Foucault, de Cornelius Castoriadis, de Claude Lefort, de Jacques Rancière, de Jean-Pierre Dupuy ou d'Yves Michaud. Là encore, c'est parfois à partir de la redécouverte et de la discussion d'auteurs classiques que se sont dessinées des perspectives nouvelles - comme le montrent par exemple les analyses de Claude Lefort sur l'œuvre de Nicolas Machiavel, auteur du Prince (1512).

### Carl Schmitt
Carl Schmitt est un philosophe et juriste allemand. Dans Théologie politique, il développe une pensée antilibérale ainsi qu'une critique des droits de l'homme. Il examine les conséquences de l'évolution de la doctrine de la guerre juste en Occident.

### Hannah Arendt
La philosophie politique d'Hannah Arendt est marquée par le contexte de la Seconde Guerre mondiale et de ses totalitarismes, ainsi que, ensuite, par la Guerre froide. Arendt déploie une réflexion sur la banalité du mal et sur le totalitarisme, ainsi que sur les liens de sociabilité.

### Michel Foucault
Michel Foucault développe sa propre philosophie politique, qui s'attache à étudier la biopolitique et les biopouvoirs. Il propose une nouvelle définition du pouvoir. Il refuse toutefois de qualifier son œuvre de philosophie politique.